# Geert Hammink
Geert Hendrik Hammink (nacido el 11 de julio de 1970 en Didam, Holanda) es un exjugador y entrenador neerlandés de baloncesto que jugó 3 temporadas en la NBA de manera testimonial. También militó en la CBA y en las ligas de Italia, Grecia y Alemania. Con 2,13 metros de estatura, jugaba en la posición de pívot. Es el padre del también jugador de baloncesto Shane Hammink. Desde 2022 dirige al Antwerp Giants de la BNXT League.

## Trayectoria deportiva

### Universidad
Hammink jugó cuatro temporadas en la Universidad de Luisiana State. En sus tres primeras campañas con LSU Tigers su rendimiento fue nulo. Pero en su año sénior, en la temporada 1992-93 sorprendió con una inesperada evolución que le llevó de los 2.4 puntos y 2.7 rebotes como júnior a los 15.3 puntos y 10.2 rebotes que firmó como sénior y que a la postre, le valieron un sitio en la 1ª ronda del draft de la NBA.

### Profesional
Hammink fue elegido por Orlando Magic en el puesto 26 del draft de 1993. Antes de pasar a la NBA tuvo un breve paso por el Clear Cantú, donde firmó 12.4 puntos y 7.5 rebotes. Jugó en la NBA desde la temporada 1993-94 hasta la temporada 1995-96. Sin embargo, su participación fue escasa. Disputó 8 partidos en total entre Orlando Magic (en el que estuvo dos temporadas) y Golden State Warriors. En esa misma campaña 1995-96 también jugó en Omaha Racers de la CBA. En la temporada 1996-97 militó en el Panionios BC de Grecia donde promedió 7.4 puntos y 5.5 rebotes. Desde 1997 hasta 2000 estuvo en el ALBA Berlin alemán. De 2000-01 a 2001-02 militó en la liga griega con el AEK Atenas BC y Aris Salónica BC. Su último equipo fue el Koln Rein Energy de Alemania, donde en su última temporada firmó su mejor campaña como profesional con 11.5 puntos y 9.1 rebotes.

## Estadísticas de su carrera en la NBA

##### Temporada regular
| Temp.   | Edad | Equipo       | Liga | P | TIT | MIN | TC  | TCA | %TC  | 3P  | 3PA | %3P | TL  | TLA | %TL   | R.OF. | R.DEF. | REB | ASIS | ROB | TAP | PER | FP  | PTS |
| 1993-94 | 24   | Orlando      | NBA  | 1 | 0   | 3.0 | 1.0 | 3.0 | .333 | 0.0 | 0.0 |     | 0.0 | 0.0 |       | 1.0   | 0.0    | 1.0 | 1.0  | 0.0 | 0.0 | 0.0 | 1.0 | 2.0 |
| 1994-95 | 25   | Orlando      | NBA  | 1 | 0   | 7.0 | 1.0 | 3.0 | .333 | 0.0 | 0.0 |     | 2.0 | 2.0 | 1.000 | 0.0   | 2.0    | 2.0 | 1.0  | 0.0 | 0.0 | 0.0 | 1.0 | 4.0 |
| 1995-96 | 26   | TOTAL        | NBA  | 6 | 0   | 2.8 | 0.3 | 0.7 | .500 | 0.0 | 0.0 |     | 0.7 | 1.2 | .571  | 0.3   | 0.3    | 0.7 | 0.0  | 0.0 | 0.0 | 0.3 | 0.3 | 1.3 |
| 1995-96 | 26   | Orlando      | NBA  | 3 | 0   | 2.3 | 0.3 | 0.7 | .500 | 0.0 | 0.0 |     | 0.7 | 1.3 | .500  | 0.7   | 0.3    | 1.0 | 0.0  | 0.0 | 0.0 | 0.7 | 0.3 | 1.3 |
| 1995-96 | 26   | Golden State | NBA  | 3 | 0   | 3.3 | 0.3 | 0.7 | .500 | 0.0 | 0.0 |     | 0.7 | 1.0 | .667  | 0.0   | 0.3    | 0.3 | 0.0  | 0.0 | 0.0 | 0.0 | 0.3 | 1.3 |
| Total   |      |              | NBA  | 8 | 0   | 3.4 | 0.5 | 1.3 | .400 | 0.0 | 0.0 |     | 0.8 | 1.1 | .667  | 0.4   | 0.5    | 0.9 | 0.3  | 0.0 | 0.0 | 0.3 | 0.5 | 1.8 |